# Bartrès
Bartrès est une commune française située dans l'ouest du département des Hautes-Pyrénées, en région Occitanie. Sur le plan historique et culturel, la commune est de l’ancien comté de Bigorre, comté historique des Pyrénées françaises et de Gascogne.
Exposée à un climat de montagne, elle est drainée par l'Ousse, le Mardaing, la Geune, le ruisseau de Bad et par divers autres petits cours d'eau. La commune possède un patrimoine naturel remarquable composé de deux zones naturelles d'intérêt écologique, faunistique et floristique.
Bartrès est une commune rurale qui compte 510 habitants en 2022, après avoir connu une forte hausse de la population depuis 1962. Elle est dans l'agglomération de Lourdes et fait partie de l'aire d'attraction de Lourdes. Ses habitants sont appelés les Bartrésiens ou  Bartrésiennes.

## Géographie

### Localisation
La commune de Bartrès se trouve dans le département des Hautes-Pyrénées, en région Occitanie.
Elle se situe à 15 km à vol d'oiseau de Tarbes, préfecture du département, à 14 km d'Argelès-Gazost, sous-préfecture, et à 3 km de Lourdes, bureau centralisateur du canton de Lourdes-1 dont dépend la commune depuis 2015 pour les élections départementales.
La commune fait en outre partie du bassin de vie de Lourdes.
Les communes les plus proches sont : 
Adé (2,0 km), Poueyferré (2,5 km), Loubajac (3,0 km), Lourdes (3,2 km), Julos (4,3 km), Lézignan (4,4 km), Averan (4,6 km), Bourréac (4,6 km).
Sur le plan historique et culturel, Bartrès fait partie de l’ancien comté de Bigorre, comté historique des Pyrénées françaises et de Gascogne créé au IXe siècle puis rattaché au domaine royal en 1302, inclus ensuite au comté de Foix en 1425 puis une nouvelle fois rattaché au royaume de France en 1607. La commune est dans le pays de Tarbes et de la Haute Bigorre.
Bartrès est limitrophe de sept autres communes dont Barlest au nord-ouest sur 50 mètres.
| Barlest (sur 50 m) | Lamarque-Pontacq | Ossun |
| Loubajac           | Bartrès          | Adé   |
| Poueyferré         | Lourdes          |       |

### Hydrographie
La commune est dans le bassin de l'Adour, au sein du bassin hydrographique Adour-Garonne. Elle est drainée par l'Ousse, le Mardaing, la Geune, le ruisseau de Bad, le ruisseau de Balihoure, le ruisseau de Bie-Rouye, le ruisseau de Maillous et le ruisseau de Passarous, constituant un réseau hydrographique de 7 km de longueur totale,.
L'Ousse, d'une longueur totale de 42,4 km, prend sa source dans la commune de Bartrès et s'écoule du sud vers le nord. Il traverse la commune et se jette dans le gave de Pau à Gelos, après avoir traversé 19 communes.
Le Mardaing, d'une longueur totale de 19 km, prend sa source dans la commune de Bartrès et s'écoule du sud vers le nord. Il traverse la commune et se jette dans le Souy à Bordères-sur-l'Échez, après avoir traversé 5 communes.
La Geune, d'une longueur totale de 10,6 km, prend sa source dans la commune d'Adé et s'écoule du sud vers le nord. Il traverse la commune et se jette dans l'Échez à Juillan, après avoir traversé 4 communes.

### Climat
Le climat est tempéré de type océanique, en raison de l'influence proche de l'océan Atlantique situé à peu près 150 km plus à l'ouest. La proximité des Pyrénées fait que la commune profite d'un effet de foehn, il peut aussi y neiger en hiver, même si cela reste inhabituel.
Le tableau ci-dessous indique les valeurs normales de l'ensoleillement, des températures et des précipitations, observées par Météo-France à Ossun, où se trouve la station météorologique de référence pour le département.
| Mois                              | jan.  | fév.  | mars  | avril | mai   | juin  | jui.  | août  | sep.  | oct.  | nov.  | déc.  | année   |
| --------------------------------- | ----- | ----- | ----- | ----- | ----- | ----- | ----- | ----- | ----- | ----- | ----- | ----- | ------- |
| Température minimale moyenne (°C) | 0,6   | 1,3   | 2,7   | 5,2   | 8,3   | 11,6  | 14,1  | 13,9  | 11,7  | 8     | 3,6   | 1,3   | 6,9     |
| Température moyenne (°C)          | 5,3   | 6,1   | 7,8   | 10    | 13,3  | 16,7  | 19,3  | 19    | 17,2  | 13,3  | 8,5   | 5,8   | 11,9    |
| Température maximale moyenne (°C) | 9,9   | 11    | 12,9  | 14,8  | 18,3  | 21,7  | 24,5  | 24    | 22,6  | 18,6  | 13,4  | 10,4  | 16,8    |
| Ensoleillement (h)                | 108,8 | 118,8 | 155,6 | 157,2 | 181,3 | 191,5 | 215,5 | 196,4 | 194,5 | 164,4 | 124,4 | 104,4 | 1 912,8 |
| Précipitations (mm)               | 112,8 | 97,5  | 100,2 | 105,7 | 113,6 | 80,7  | 57,3  | 70,3  | 71    | 85,2  | 93    | 112,1 | 1 099,4 |

### Milieux naturels et biodiversité
L’inventaire des zones naturelles d'intérêt écologique, faunistique et floristique (ZNIEFF) a pour objectif de réaliser une couverture des zones les plus intéressantes sur le plan écologique, essentiellement dans la perspective d’améliorer la connaissance du patrimoine naturel national et de fournir aux différents décideurs un outil d’aide à la prise en compte de l’environnement dans l’aménagement du territoire.
Une ZNIEFF de type 1 est recensée sur la commune :
le « réseau hydrographique de l'Échez » (392 ha), couvrant 26 communes dont trois dans les Pyrénées-Atlantiques et 23 dans les Hautes-Pyrénées et une ZNIEFF de type 2, : 
le « plateau de Ger et coteaux de l'ouest tarbais » (6 409 ha), couvrant 26 communes dont six dans les Pyrénées-Atlantiques et 20 dans les Hautes-Pyrénées.

## Urbanisme

### Typologie
Au 1er janvier 2024, Bartrès est catégorisée commune rurale à habitat dispersé, selon la nouvelle grille communale de densité à sept niveaux définie par l'Insee en 2022.
Elle appartient à l'unité urbaine de Lourdes, une agglomération intra-départementale regroupant treize  communes, dont elle est une commune de la banlieue,,. Par ailleurs la commune fait partie de l'aire d'attraction de Lourdes, dont elle est une commune de la couronne,. Cette aire, qui regroupe 45 communes, est catégorisée dans les aires de moins de 50 000 habitants,.

### Occupation des sols
L'occupation des sols de la commune, telle qu'elle ressort de la base de données européenne d’occupation biophysique des sols Corine Land Cover (CLC), est marquée par l'importance des territoires agricoles (66,1 % en 2018), une proportion identique à celle de 1990 (66,1 %). La répartition détaillée en 2018 est la suivante : 
prairies (29,4 %), forêts (28,2 %), terres arables (25,9 %), zones agricoles hétérogènes (10,9 %), zones urbanisées (5,6 %).
L'IGN met par ailleurs à disposition un outil en ligne permettant de comparer l’évolution dans le temps de l’occupation des sols de la commune (ou de territoires à des échelles différentes). Plusieurs époques sont accessibles sous forme de cartes ou photos aériennes : la carte de Cassini (XVIIIe siècle), la carte d'état-major (1820-1866) et la période actuelle (1950 à aujourd'hui).

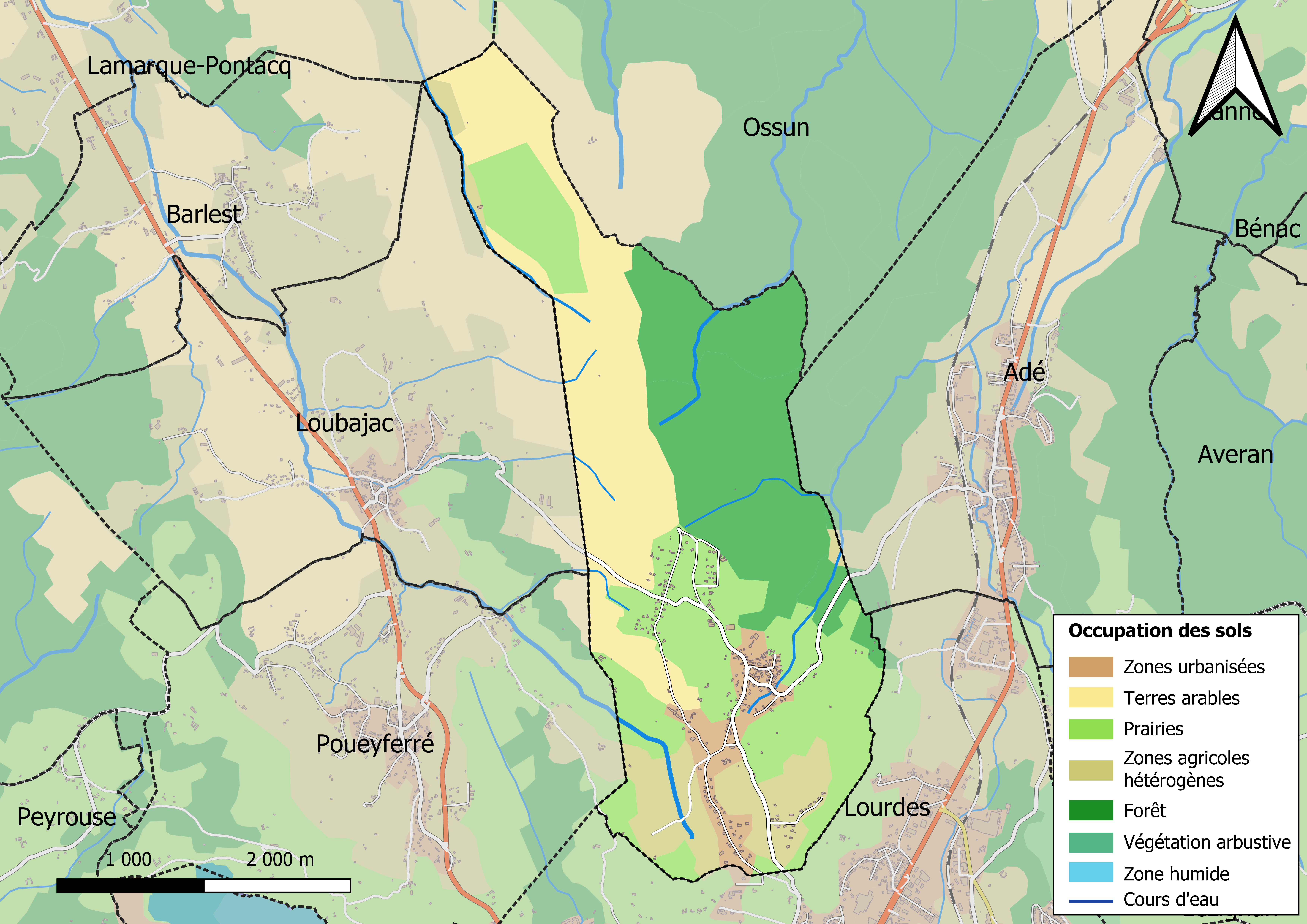
Carte des infrastructures et de l'occupation des sols en 2018 (CLC) de la commune.
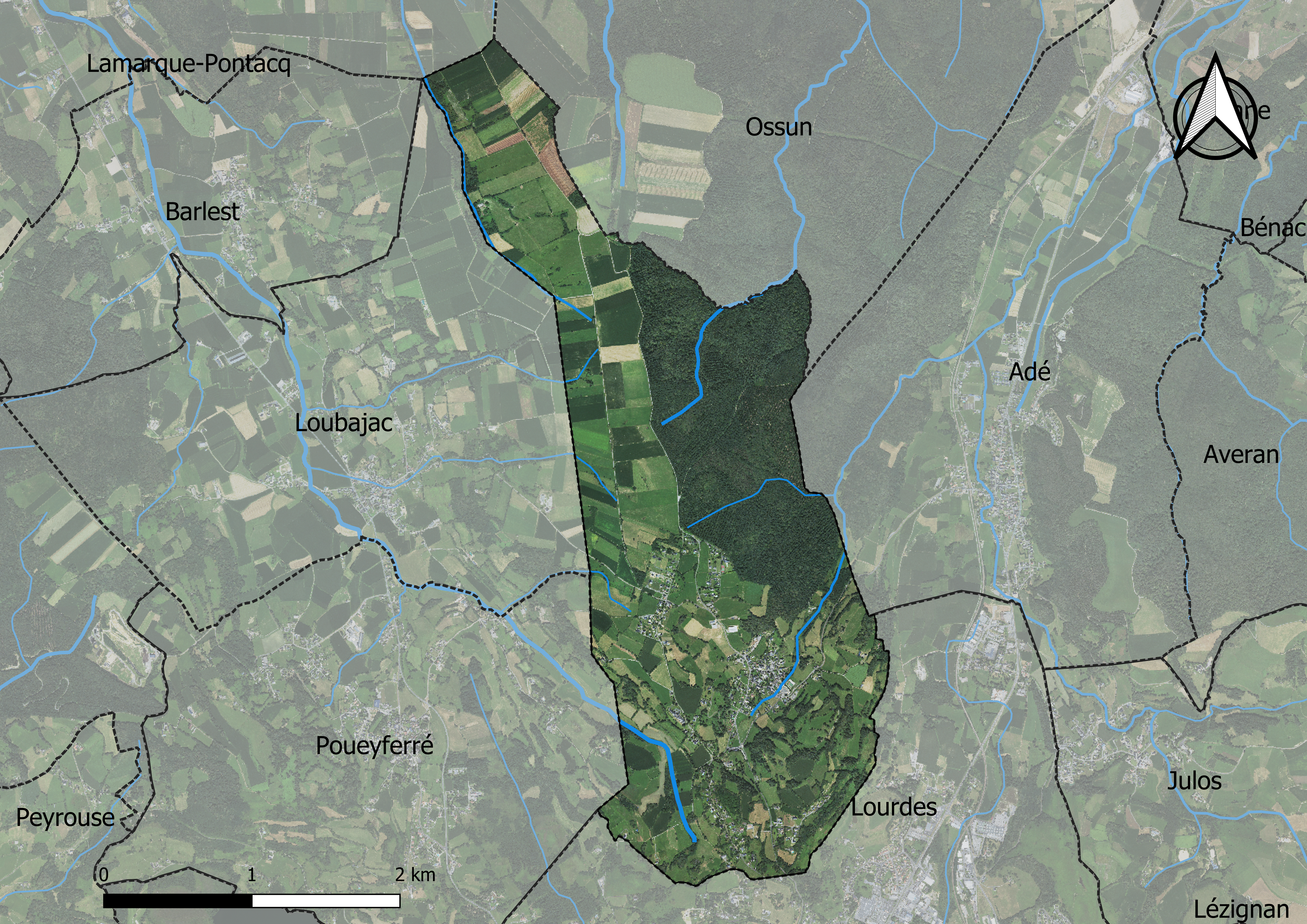
Carte orthophotogrammétrique de la commune.

### Logement
En 2012, le nombre total de logements dans la commune est de 203.

Parmi ces logements, 87.2  % sont des résidences principales, 9.4  % des résidences secondaires et  3.4  % des logements vacants.

### Voies de communication et transports
Cette commune est desservie par la route départementale D 3.
Le GR 101 traverse la commune d'ouest en est.

### Risques majeurs
Le territoire de la commune de Bartrès est vulnérable à différents aléas naturels : météorologiques (tempête, orage, neige, grand froid, canicule ou sécheresse), inondations, feux de forêts, mouvements de terrains et séisme (sismicité moyenne). Il est également exposé à un risque technologique,  le transport de matières dangereuses. Un site publié par le BRGM permet d'évaluer simplement et rapidement les risques d'un bien localisé soit par son adresse soit par le numéro de sa parcelle.

#### Risques naturels
Certaines parties du territoire communal sont susceptibles d’être affectées par le risque d’inondation par débordement de cours d'eau, notamment l'Ousse et le Mardaing. La cartographie des zones inondables en ex-Midi-Pyrénées réalisée dans le cadre du XIe Contrat de plan État-région, visant à informer les citoyens et les décideurs sur le risque d’inondation, est accessible sur le site de la DREAL Occitanie. La commune a été reconnue en état de catastrophe naturelle au titre des dommages causés par les inondations et coulées de boue survenues en 1982, 1999 et 2009,.
Bartrès est exposée au risque de feu de forêt. Un plan départemental de protection des forêts contre les incendies a été approuvé par arrêté préfectoral le 21 avril 2020 pour la période 2020-2029. Le précédent couvrait la période 2007-2017. L’emploi du feu est régi par deux types de réglementations. D’abord le code forestier et l’arrêté préfectoral du 27 octobre 2014, qui réglementent l’emploi du feu à moins de 200 m des espaces naturels combustibles sur l’ensemble du département. Ensuite celle établie dans le cadre de la lutte contre la pollution de l’air, qui interdit le brûlage des déchets verts des particuliers. L’écobuage est quant à lui réglementé dans le cadre de commissions locales d’écobuage (CLE).

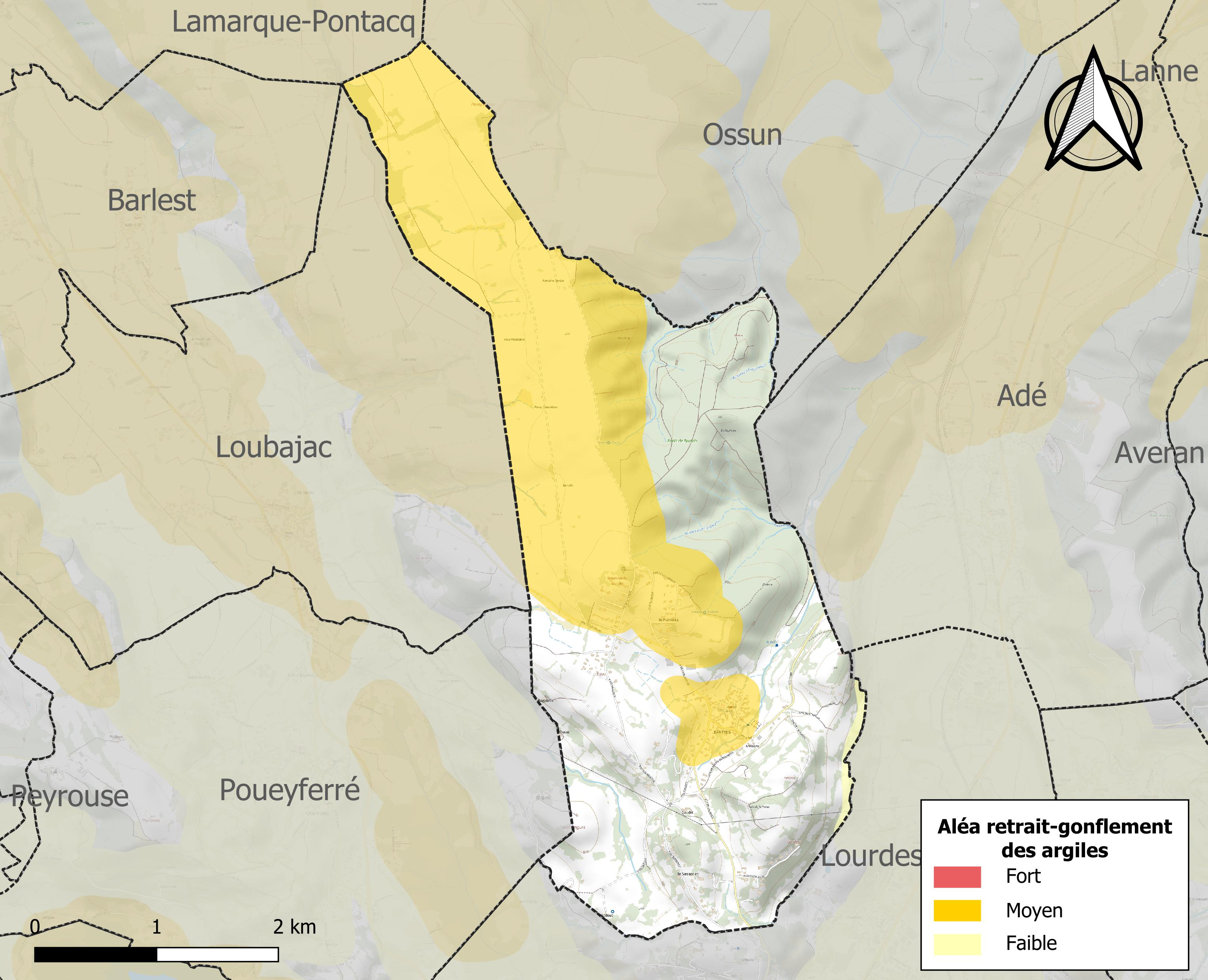
Carte des zones d'aléa retrait-gonflement des sols argileux de Bartrès.

Les mouvements de terrains susceptibles de se produire sur la commune sont des tassements différentiels.
Le retrait-gonflement des sols argileux est susceptible d'engendrer des dommages importants aux bâtiments en cas d’alternance de périodes de sécheresse et de pluie. 45,6 % de la superficie communale est en aléa moyen ou fort (44,5 % au niveau départemental et 48,5 % au niveau national). Sur les 208 bâtiments dénombrés sur la commune en 2019, 119 sont en aléa moyen ou fort, soit 57 %, à comparer aux 75 % au niveau départemental et 54 % au niveau national. Une cartographie de l'exposition du territoire national au retrait gonflement des sols argileux est disponible sur le site du BRGM,.
Par ailleurs, afin de mieux appréhender le risque d’affaissement de terrain, l'inventaire national des cavités souterraines permet de localiser celles situées sur la commune.
Concernant les mouvements de terrains, la commune a été reconnue en état de catastrophe naturelle au titre des dommages causés par des mouvements de terrain en 1999.

#### Risque technologique
Le risque de transport de matières dangereuses sur la commune est lié à sa traversée par une canalisation de transport d'hydrocarbures. Un accident se produisant sur une telle infrastructure est susceptible d’avoir des effets graves sur les biens, les personnes ou l'environnement, selon la nature du matériau transporté. Des dispositions d’urbanisme peuvent être préconisées en conséquence.

## Toponymie

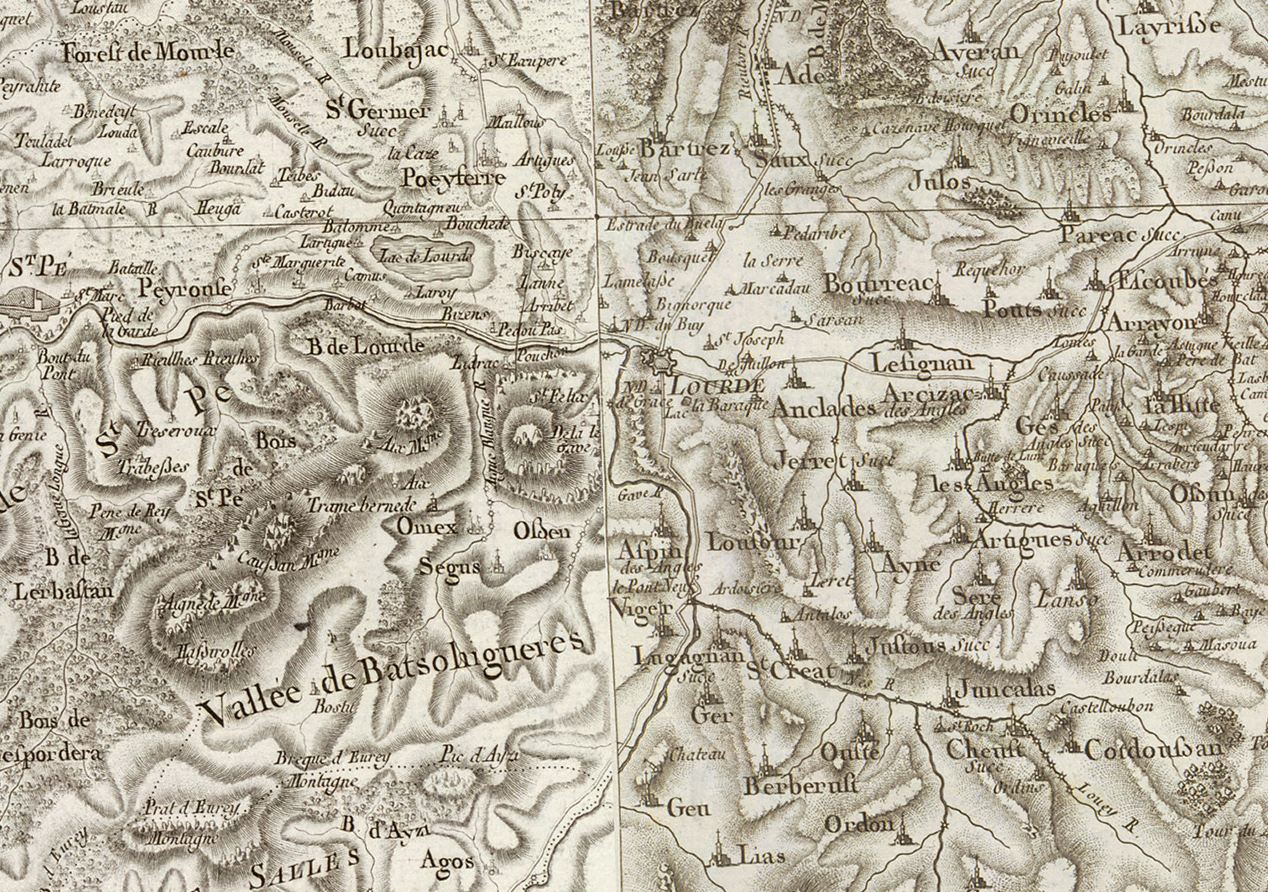
Extrait de la carte de Cassini (entre 1756 et 1789) situant Bartrès au nord ouest de Lourdes

On trouvera les principales informations dans le Dictionnaire toponymique des communes des Hautes-Pyrénées de Michel Grosclaude et Jean-François Le Nail qui rapporte les dénominations historiques du village :
Dénominations historiques (formes écrites) :
- Willermus Raymundi de Batres, latin et gascon (v. 1083, cartulaire de Saint-Pé) ;
- Garsias Anerii, miles Bertrahensis, latin (v. 1096, cartulaire de Saint-Pé) ;
- Rn. Gassie de Bartraes, (v. 1184, cartulaire de Bigorre) ;
- Willermus Anerii, miles Bartrihensis, in eodem Bartricsio, latin (XIe siècle ou  XIIe siècle, cartulaire de Saint-Pé) ;
- Ramundus Gillelmus de Bartraes, latin et gascon (1205, cartulaire de Berdoues) ;
- Bartrees, (1285, montre Bigorre) ;
- De Bartraes, (1313, Debita regi Navarre) ;
- De Vartrahesio, latin (1342, pouillé de Tarbes) ;
- de Bartrahesio, latin(1379, procuration Tarbes) ;
- Bertrahes, Bertraes, (1429, censier de Bigorre) ;
- Bartrahes, (1541, ADPA, B 1010) ;
- Bartraès, (1614, Guillaume Mauran) ;
- Bartrez, (1760, Larcher, pouillé de Tarbes) ;
- Bartretz, (1790, Département 1) ;
- Bartrez, (fin XVIIIe siècle, carte de Cassini).

Nom gascon : Bartrés.

## Histoire

### Cadastre de Bartrès
Le plan cadastral napoléonien de Bartrès est consultable sur le site des archives départementales des Hautes-Pyrénées.

## Politique et administration

### Liste des maires

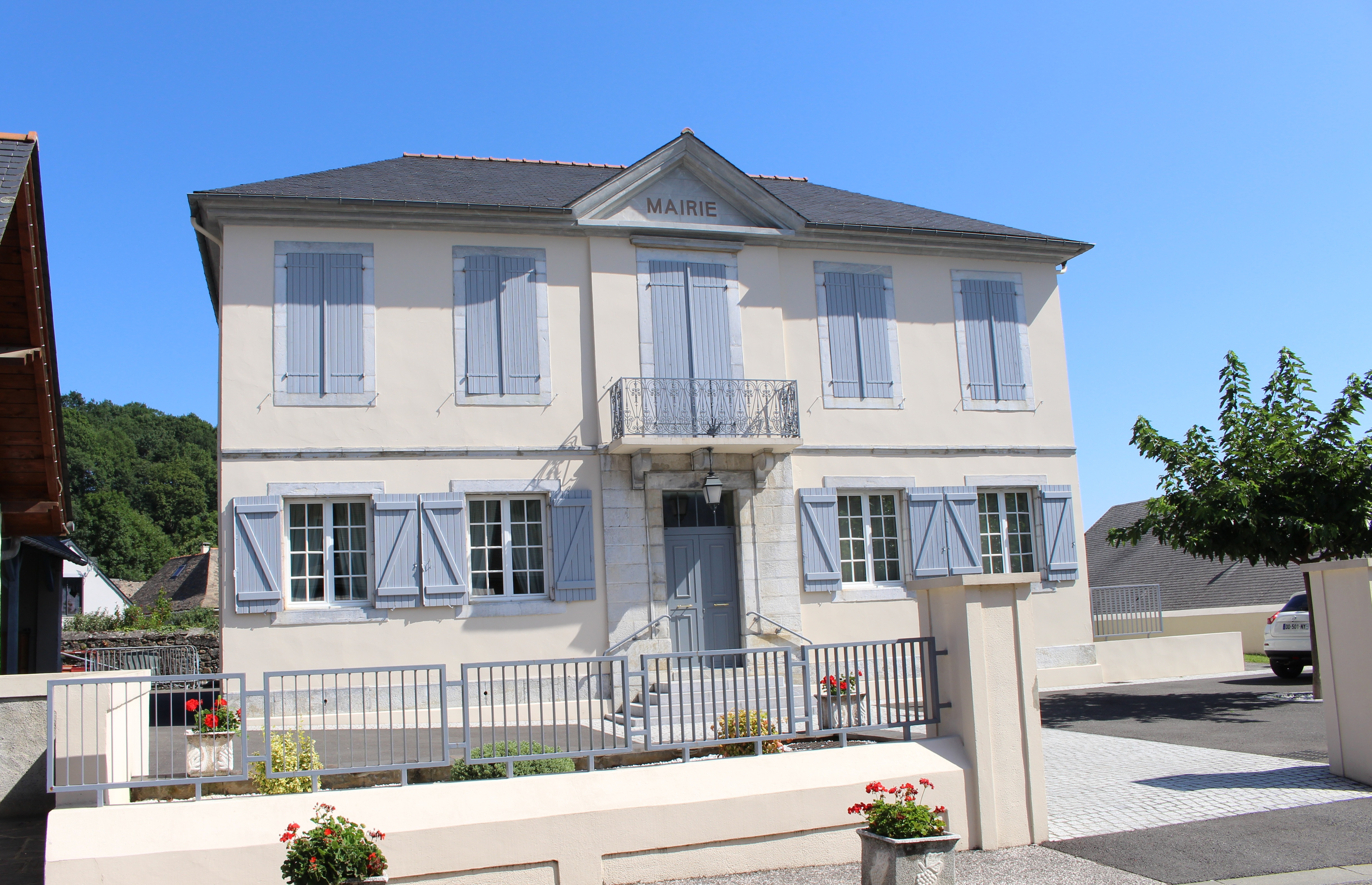
La mairie en 2015.

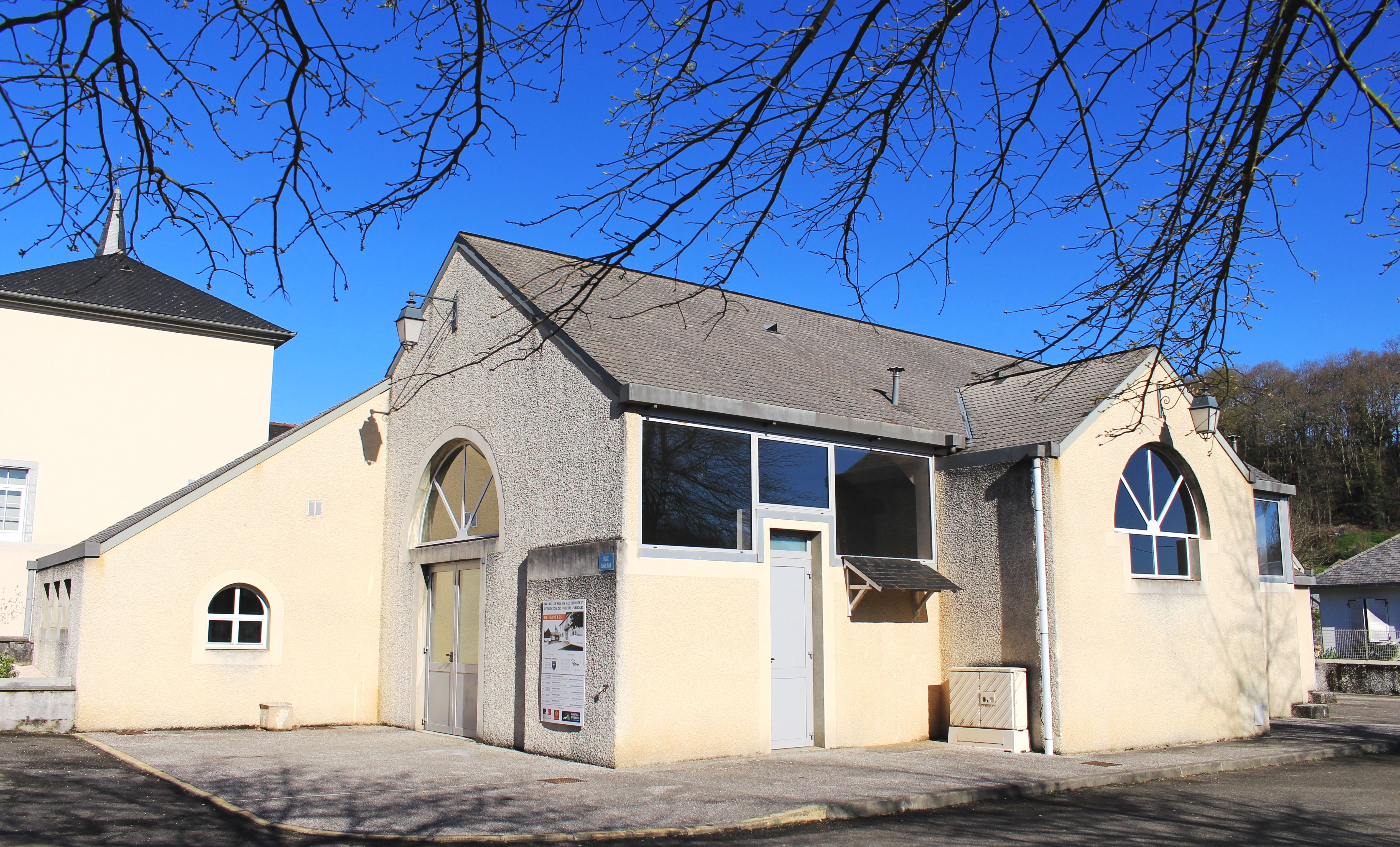
Le foyer rural en 2015.

| Période                                  | Période  | Identité      | Étiquette | Qualité |
| ---------------------------------------- | -------- | ------------- | --------- | ------- |
| Les données manquantes sont à compléter. |          |               |           |         |
| 1935                                     | 1960     | Jean Dupas    |           |         |
| 1960                                     | 1971     | Joseph Juncas |           |         |
| 1971                                     | 1983     | Jean Dupas    |           |         |
| mars 1983                                | 1990     | Jean Paris    |           |         |
| 1990                                     | en cours | Gérard Clave  | DVD       |         |

### Rattachements administratifs et électoraux

#### Historique administratif
Pays de Bigorre, quarteron de  Lourdes, marquisat d'Ossun, canton de Lourdes (depuis 1790), Lourdes-Ouest (1973-2014).

#### Intercommunalité
Bartrès appartient à la Communauté d'agglomération Tarbes-Lourdes-Pyrénées créée en janvier 2017 et qui réunit 86 communes.

## Population et société

### Démographie

#### Évolution démographique

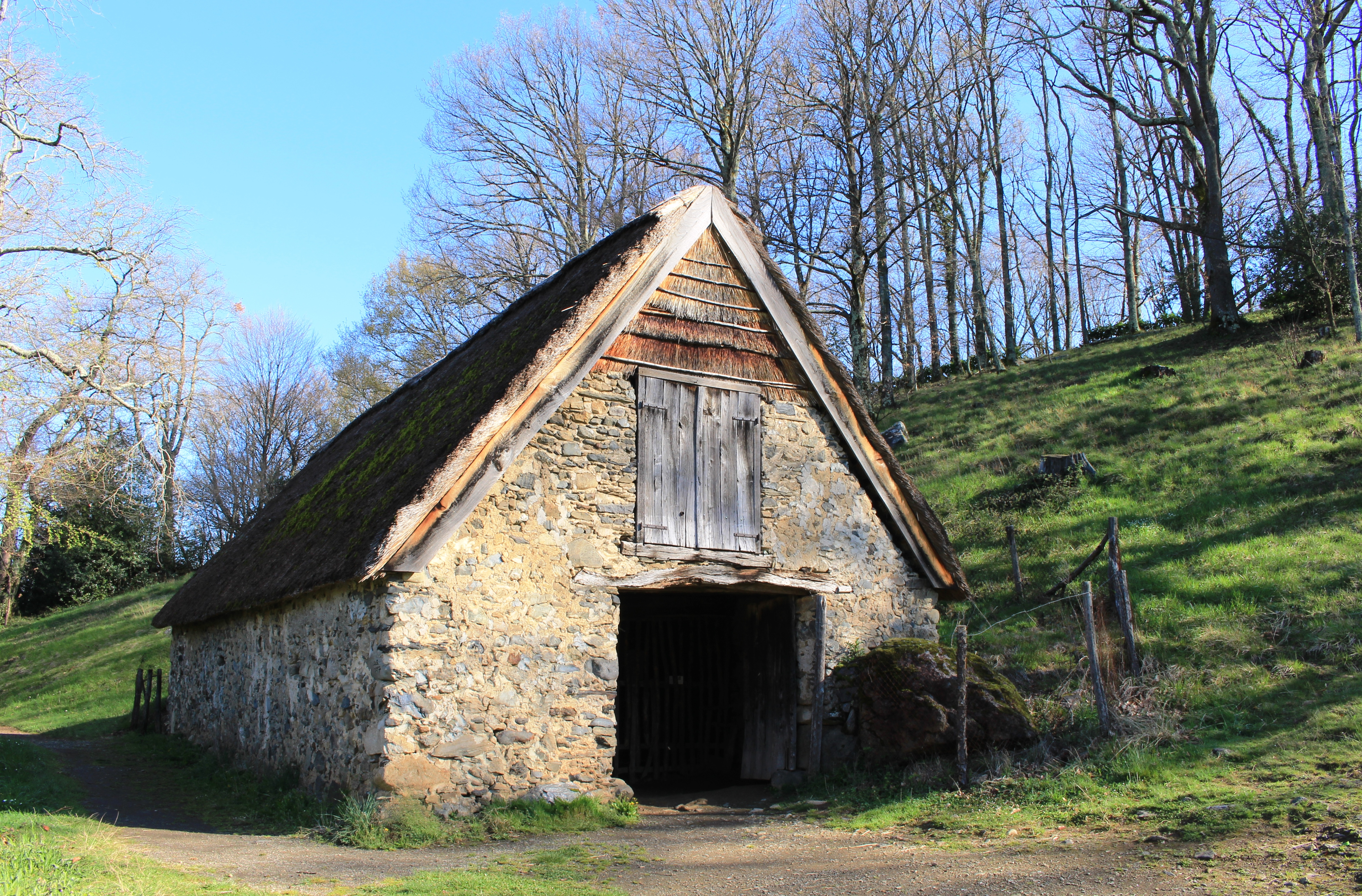
La Bergerie Sainte-Bernadette.

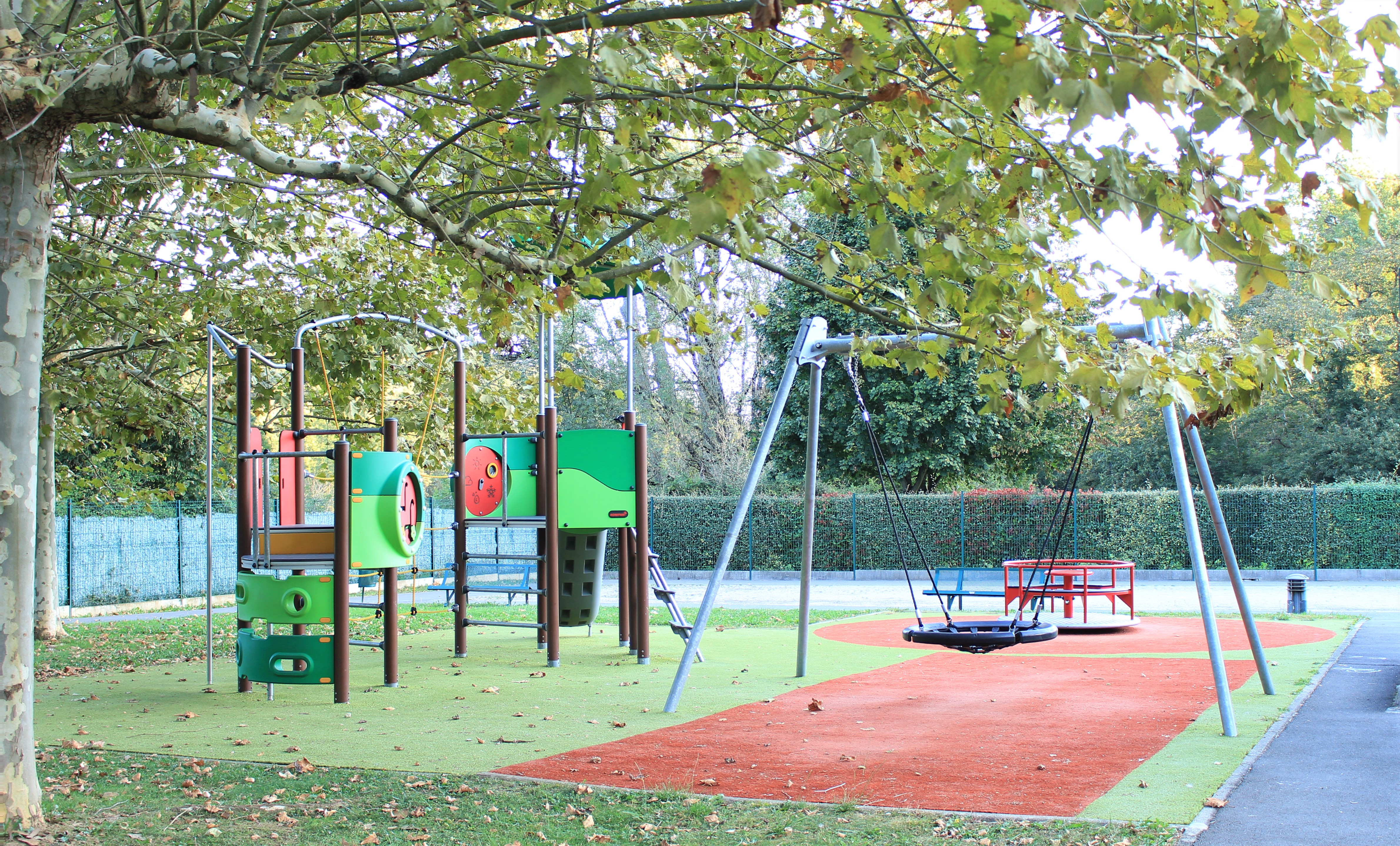
L'aire de jeux.

L'évolution du nombre d'habitants est connue à travers les recensements de la population effectués dans la commune depuis 1793. Pour les communes de moins de 10 000 habitants, une enquête de recensement portant sur toute la population est réalisée tous les cinq ans, les populations de référence des années intermédiaires étant quant à elles estimées par interpolation ou extrapolation. Pour la commune, le premier recensement exhaustif entrant dans le cadre du nouveau dispositif a été réalisé en 2007.

En 2022, la commune comptait 510 habitants, en évolution de +1,59 % par rapport à 2016 (Hautes-Pyrénées : +1,59 %, France hors Mayotte : +2,11 %).
| 1793 | 1800 | 1806 | 1821 | 1831 | 1836 | 1841 | 1846 | 1851 |
| ---- | ---- | ---- | ---- | ---- | ---- | ---- | ---- | ---- |
| 164  | 239  | 230  | 235  | 308  | 303  | 303  | 331  | 349  |

| 1856 | 1861 | 1866 | 1872 | 1876 | 1881 | 1886 | 1891 | 1896 |
| ---- | ---- | ---- | ---- | ---- | ---- | ---- | ---- | ---- |
| 324  | 302  | 312  | 328  | 346  | 351  | 356  | 340  | 317  |

| 1901 | 1906 | 1911 | 1921 | 1926 | 1931 | 1936 | 1946 | 1954 |
| ---- | ---- | ---- | ---- | ---- | ---- | ---- | ---- | ---- |
| 320  | 252  | 262  | 215  | 219  | 225  | 214  | 182  | 179  |

| 1962 | 1968 | 1975 | 1982 | 1990 | 1999 | 2006 | 2007 | 2012 |
| ---- | ---- | ---- | ---- | ---- | ---- | ---- | ---- | ---- |
| 163  | 167  | 197  | 302  | 349  | 351  | 448  | 462  | 467  |

| 2017 | 2022 | - | - | - | - | - | - | - |
| ---- | ---- | - | - | - | - | - | - | - |
| 514  | 510  | - | - | - | - | - | - | - |

### Enseignement
La commune dépend de l'académie de Toulouse. Elle ne dispose plus d'école en 2016.

## Économie

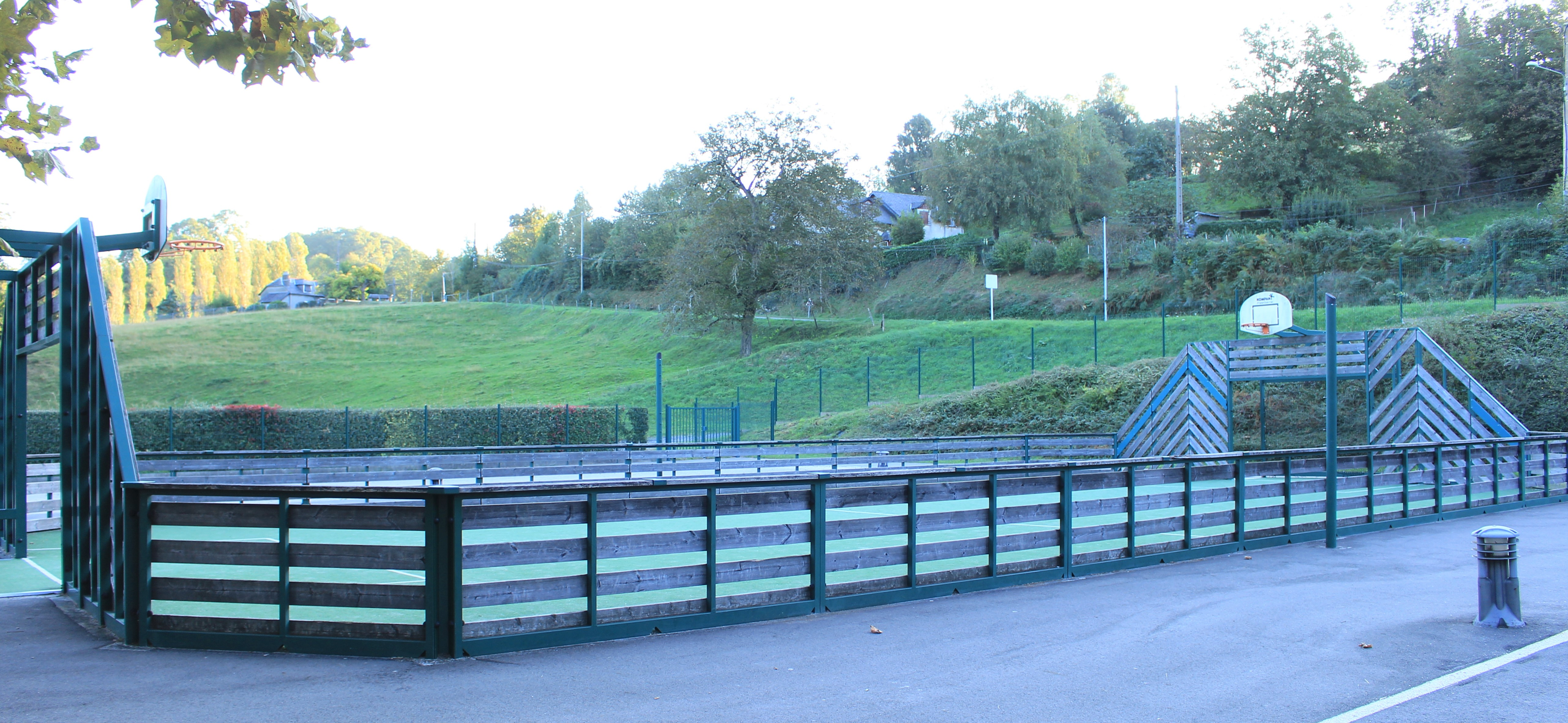
Le terrain de basket-ball.

### Revenus
En 2018, la commune compte 201 ménages fiscaux, regroupant 516 personnes. La médiane du revenu disponible par unité de consommation est de 22 730 € (20 420 € dans le département).

### Emploi
|                | 2008  | 2013  | 2018  |
| -------------- | ----- | ----- | ----- |
| Commune        | 3,4 % | 3,4 % | 5,5 % |
| Département    | 7,7 % | 9,4 % | 9,8 % |
| France entière | 8,3 % | 10 %  | 10 %  |

En 2018, la population âgée de 15 à 64 ans s'élève à 312 personnes, parmi lesquelles on compte 71 % d'actifs (65,5 % ayant un emploi et 5,5 % de chômeurs) et 29 % d'inactifs,. Depuis 2008, le taux de chômage communal (au sens du recensement) des 15-64 ans est inférieur à celui de la France et du département.
La commune fait partie de la couronne de l'aire d'attraction de Lourdes, du fait qu'au moins 15 % des actifs travaillent dans le pôle,. Elle compte 40 emplois en 2018, contre 43 en 2013 et 61 en 2008. Le nombre d'actifs ayant un emploi résidant dans la commune est de 211, soit un indicateur de concentration d'emploi de 19,1 % et un taux d'activité parmi les 15 ans ou plus de 54 %.
Sur ces 211 actifs de 15 ans ou plus ayant un emploi, 31 travaillent dans la commune, soit 15 % des habitants. Pour se rendre au travail, 87 % des habitants utilisent un véhicule personnel ou de fonction à quatre roues, 3,4 % les transports en commun, 5,7 % s'y rendent en deux-roues, à vélo ou à pied et 3,8 % n'ont pas besoin de transport (travail au domicile).

## Culture locale et patrimoine

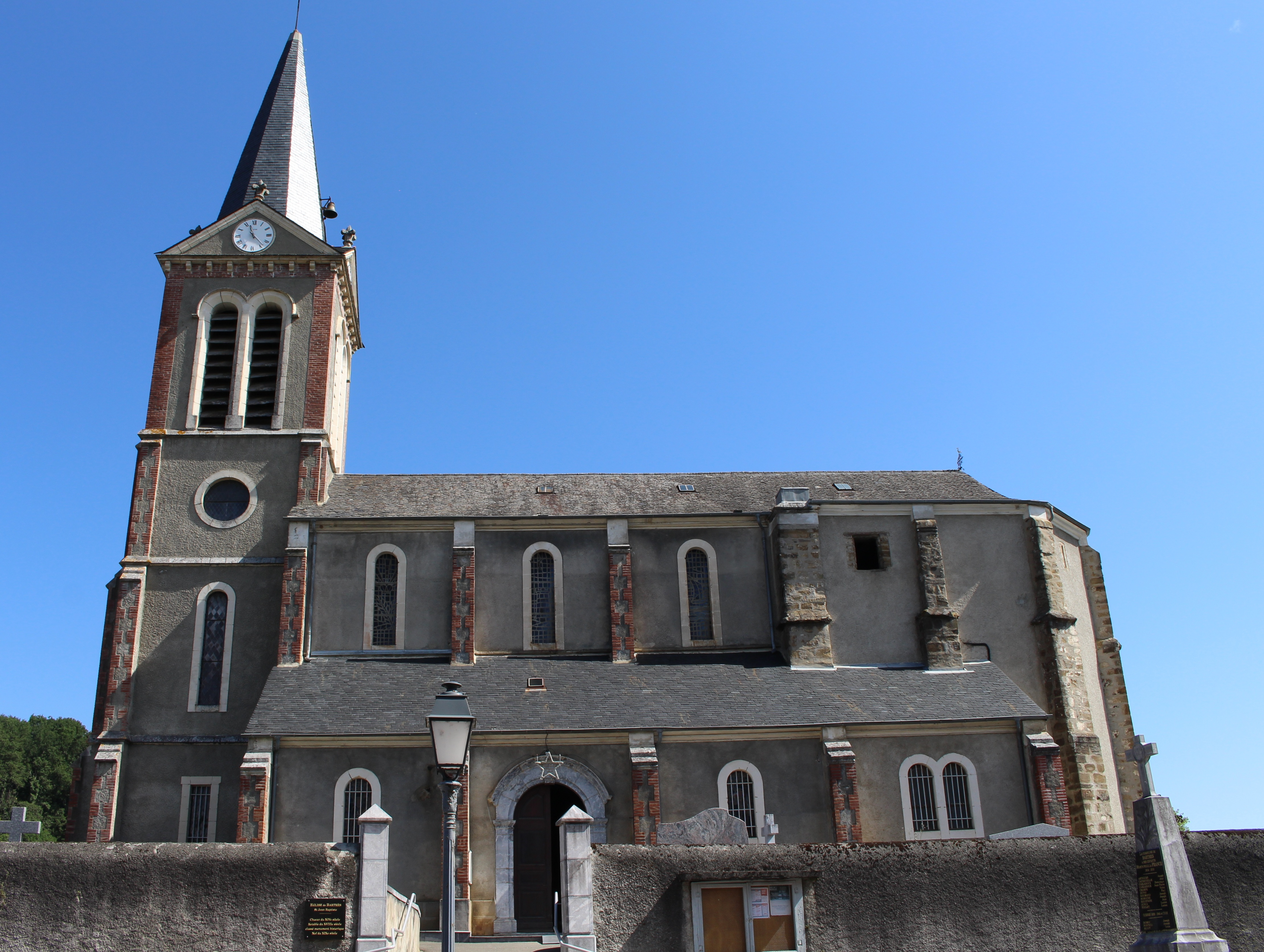
L'église Saint-Jean-Baptiste en 2015.

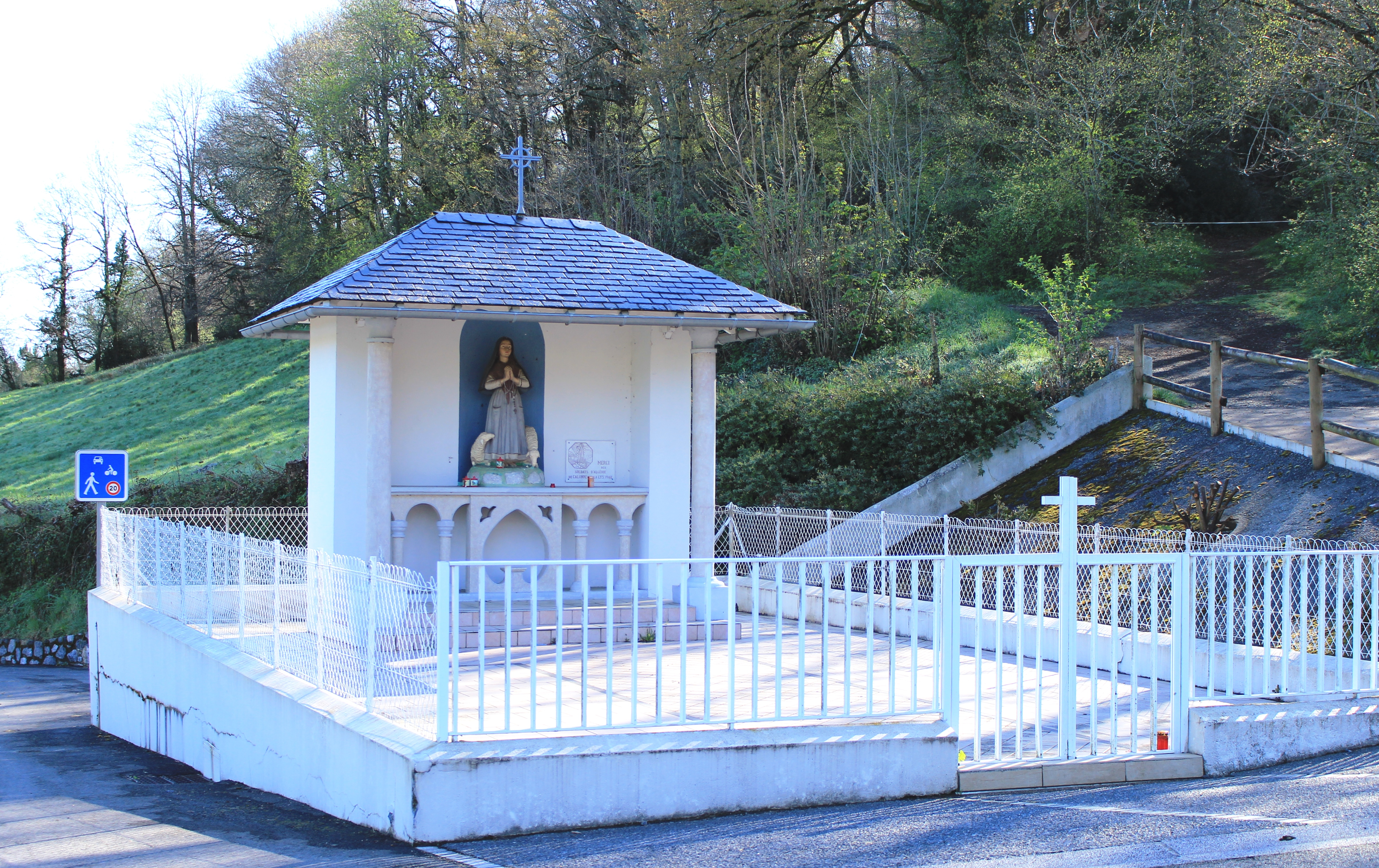
L'oratoire de Bernadette.

### Lieux et monuments

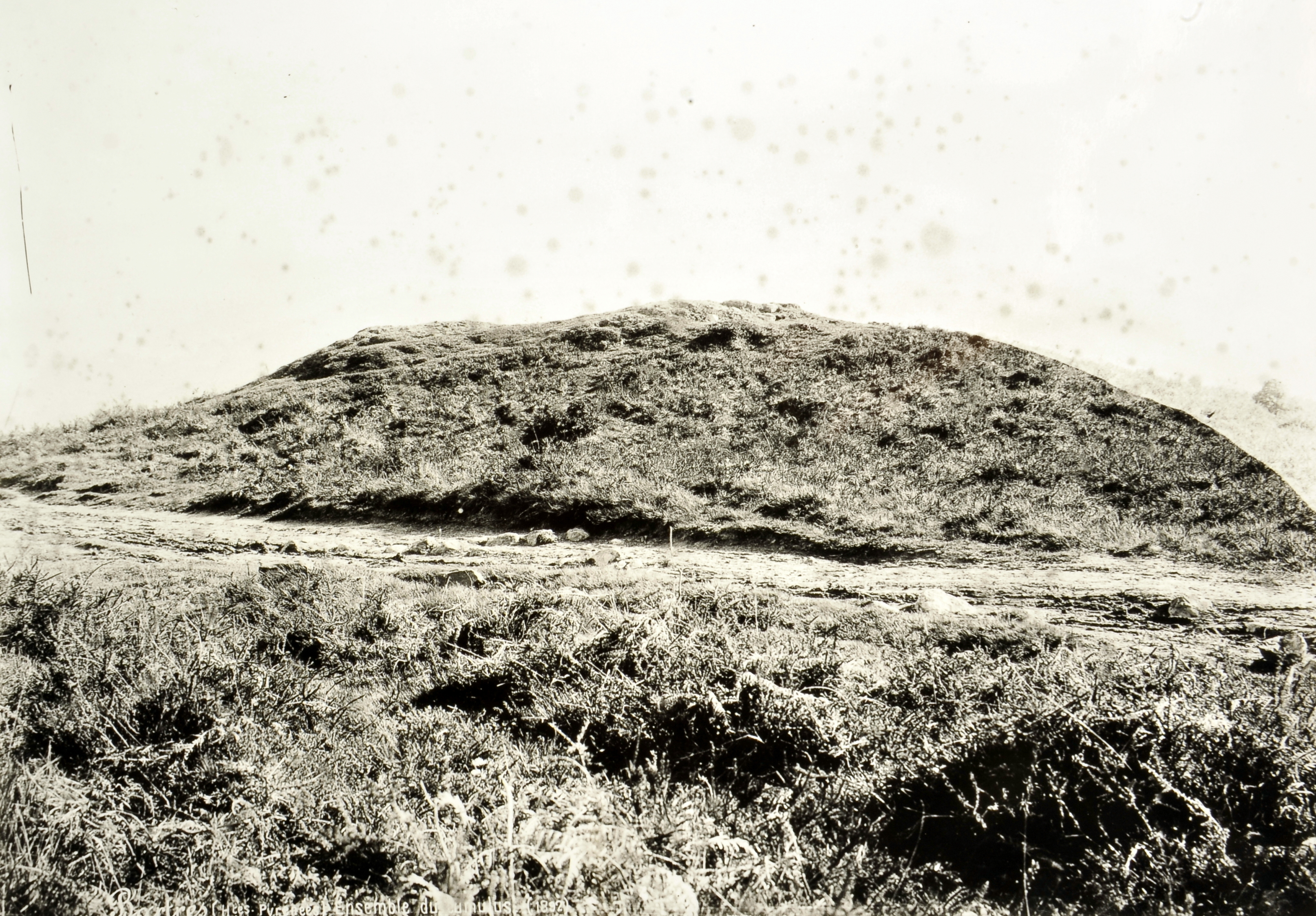
Le tumulus de La Halliade en 1892.

- Le tumulus de La Halliade en 1892.Église Saint-Jean-Baptiste de Bartrès.
- L'oratoire de Bernadette Soubirous.
- La bergerie, endroit où Bernadette Soubirous gardait ses moutons.
- Des mégalithes situés sur la commune, un seul menhir subsiste, la Peyre Hicade (1,65 m).
- Le dolmen du Pouey Mayou.
- Le tumulus de La Halliade[35], grande allée couverte de 14 mètres de long, inscrite au patrimoine, a été détruit en 1974 lors de la mise en culture des landes.
- Lavoir.

Sélection de vues diverses.
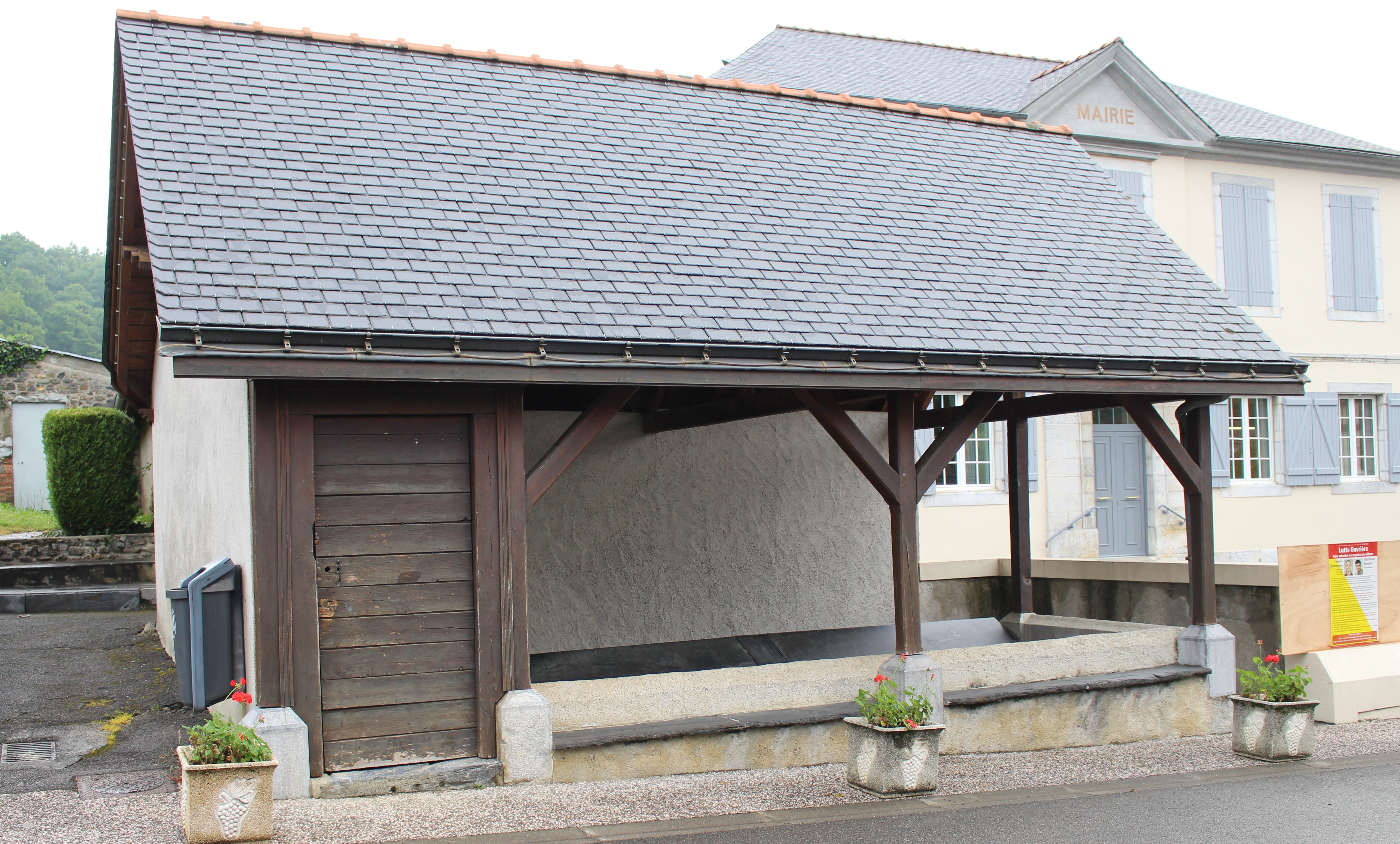
Lavoir de l'église en 2014
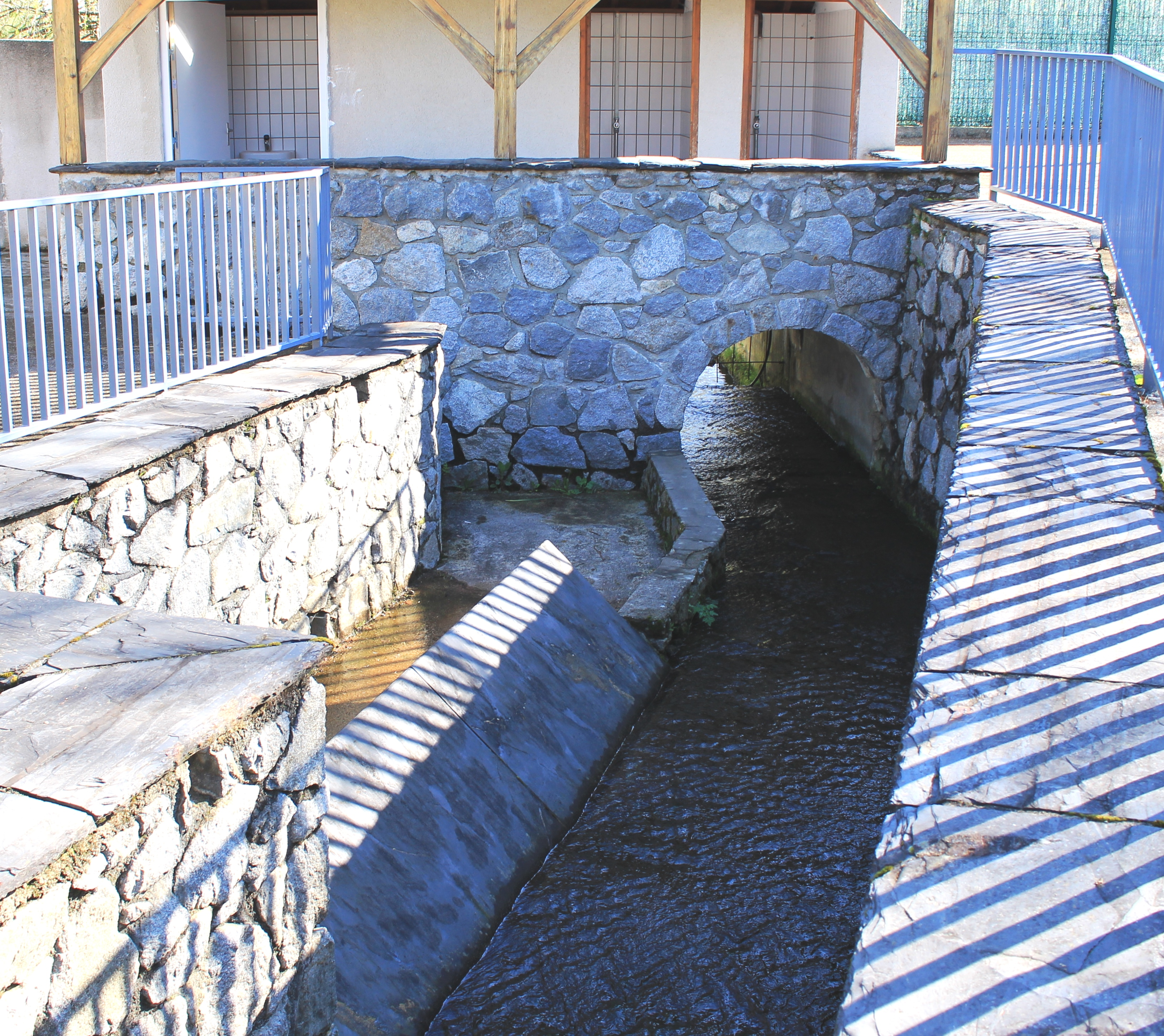
Lavoir de la fontaine en 2018
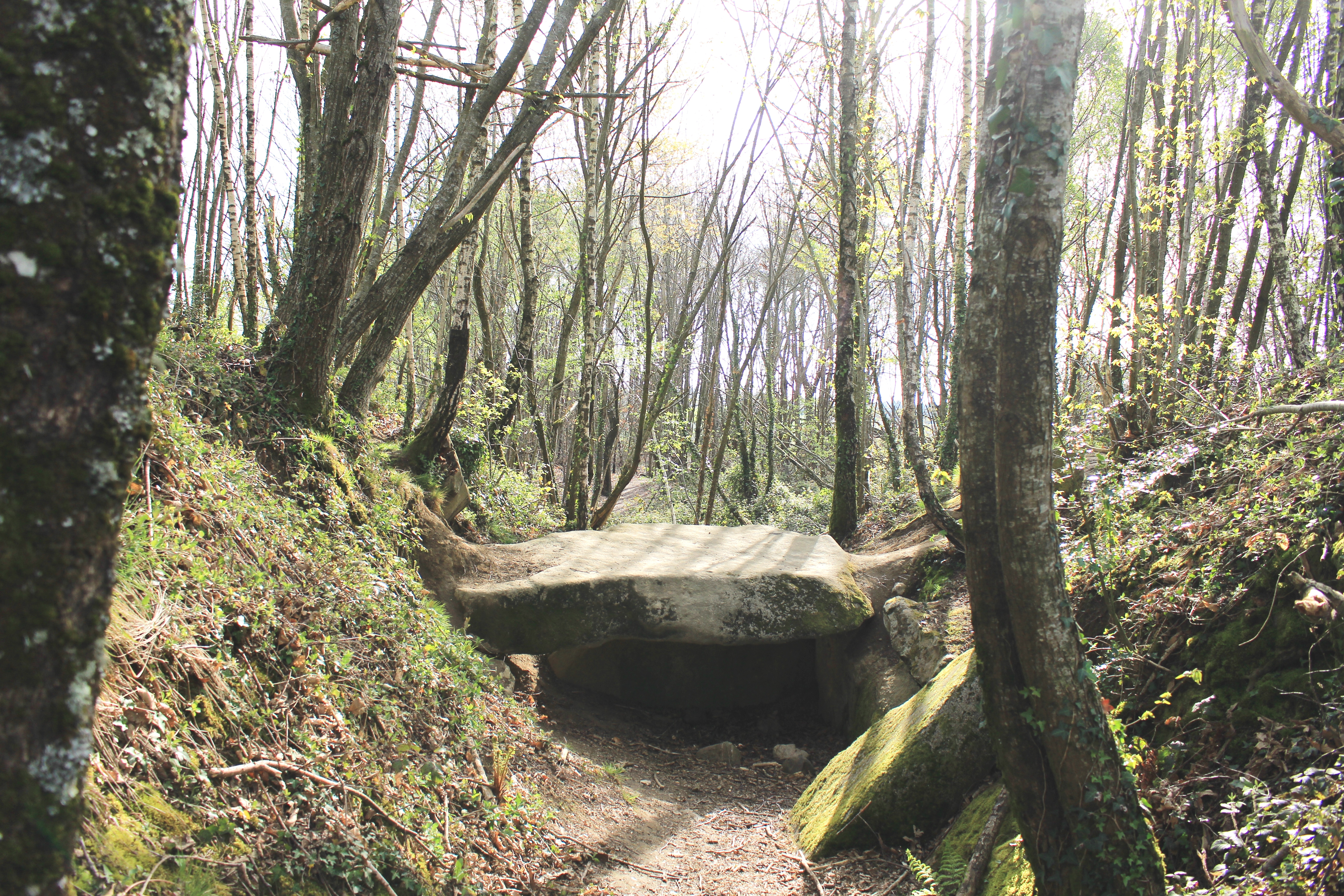
Dolmen du Pouey Mayou en 2021
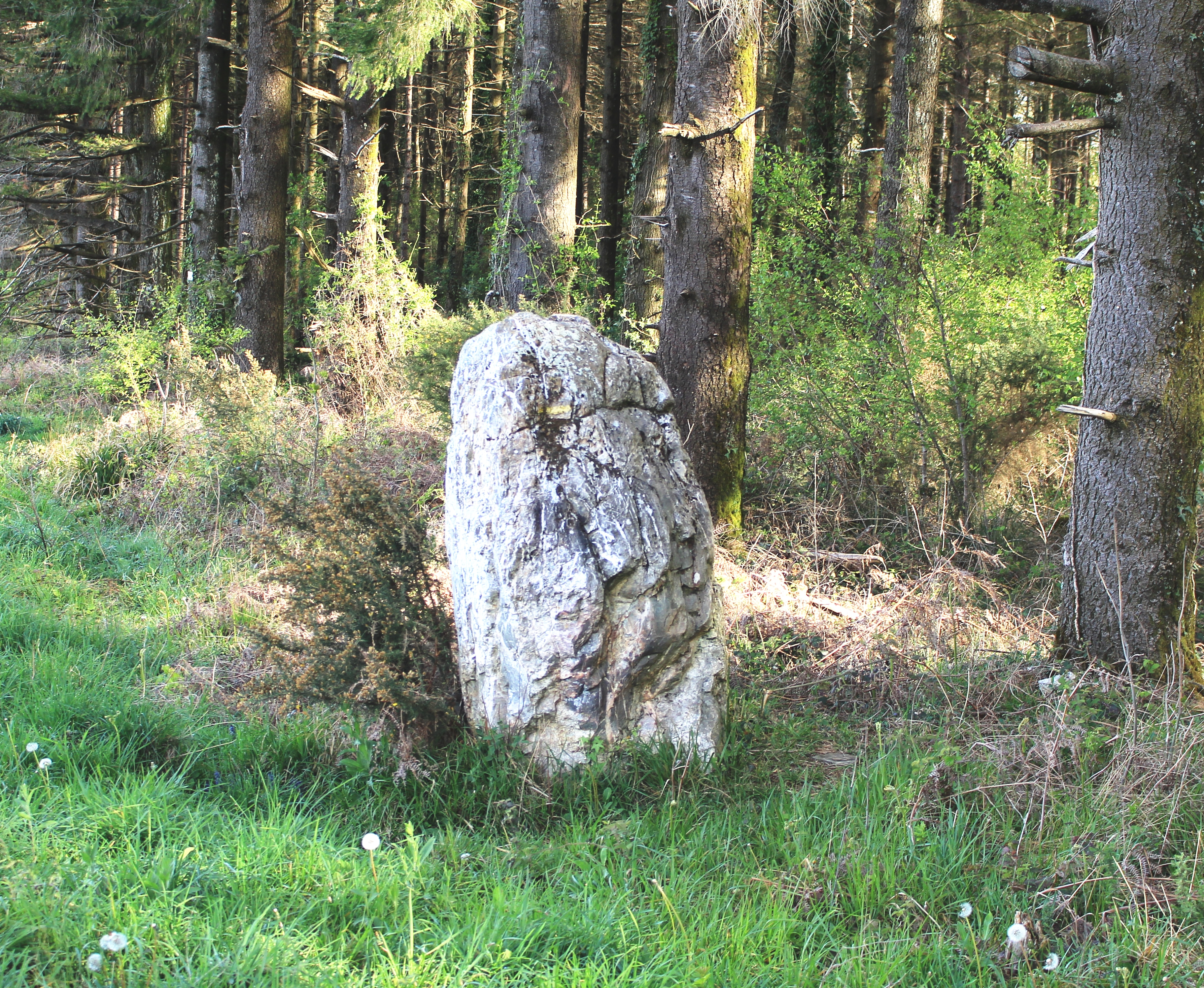
Menhir de Peyre Hicade en 2021

## Voir aussi

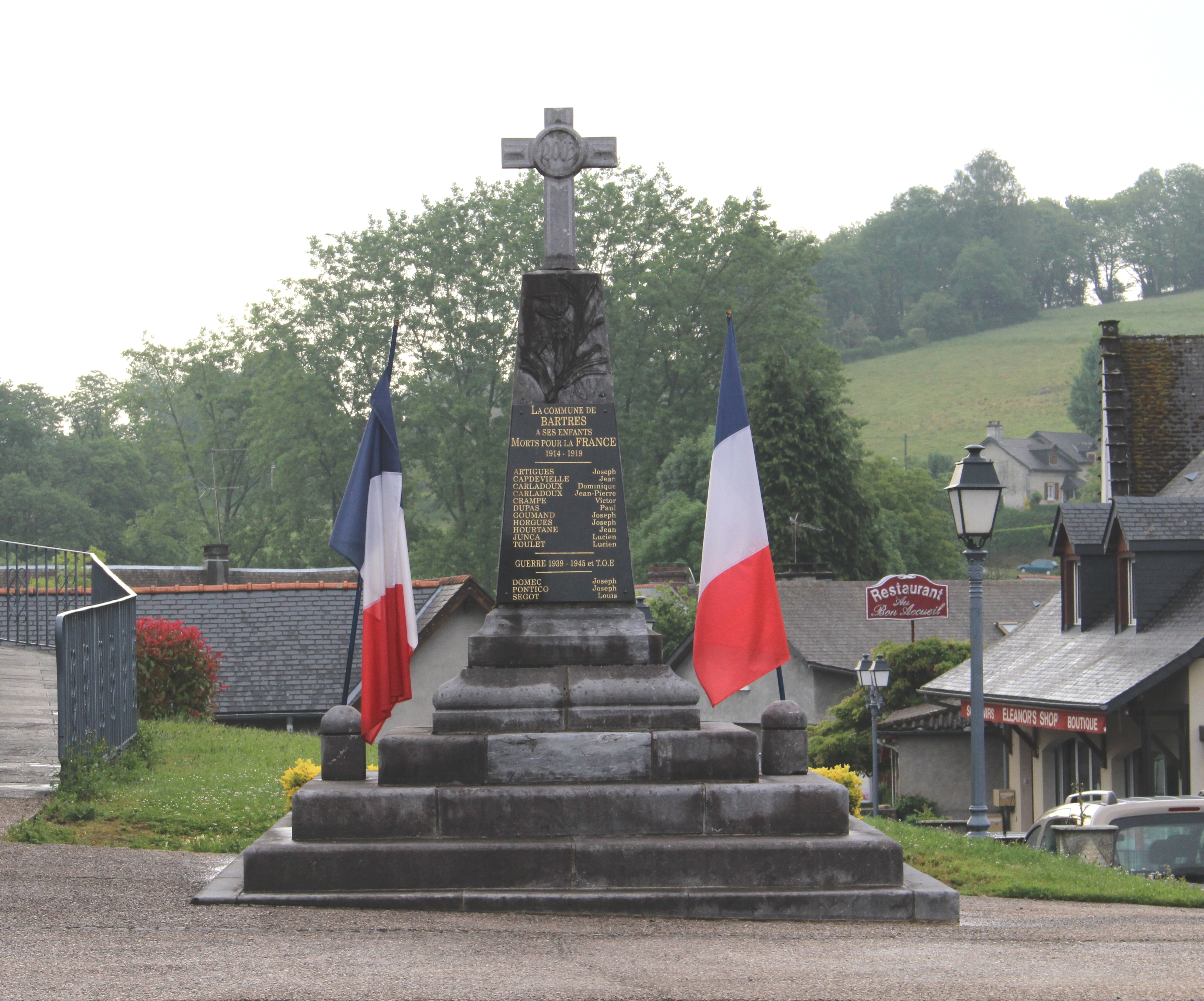
Le monument aux morts municipal.

### Personnalités liées à la commune
- Bernadette Soubirous

### Héraldique
| Blason | Blasonnement : D’azur à la croix latine tréflée d’or, chargée au pied de la lettre capitale B de sable, surmontée de deux étoiles d’or. |